# Bașova, Rojîșce
Bașova (în ucraineană Башова) este un sat în comuna Kopacivka din raionul Rojîșce, regiunea Volînia, Ucraina.

## Demografie
Componența lingvistică a localității Bașova
     Ucraineană (99,63%)
     Alte limbi (0,37%)
Conform recensământului din 2001, majoritatea populației localității Bașova era vorbitoare de ucraineană (99,63%), existând în minoritate și vorbitori de alte limbi.